# 黑斯廷斯站 (內布拉斯加州)
黑斯廷斯站（英語：Hastings station）是位於內布拉斯加州黑斯廷斯市的一座鐵路車站，由芝加哥，伯靈頓和昆西鐵路建於1902年。現為美國國鐵加州和風號的停靠站。
車站由內布拉斯加著名建築師Thomas Rogers Kimball設計，為西班牙殖民地式風格。1966，2000年先後經歷兩次維修，並被列入美國國家史跡名錄。

## 外部連結
维基共享资源上的相關多媒體資源：黑斯廷斯站
- Amtrak - Stations - Hastings, NE
- Hastings Amtrak Station (USA RailGuide -- TrainWeb)（页面存档备份，存于）
- Application nominating Burlington Station to the National Register of Historic Places（页面存档备份，存于）